# Albany (Australië)

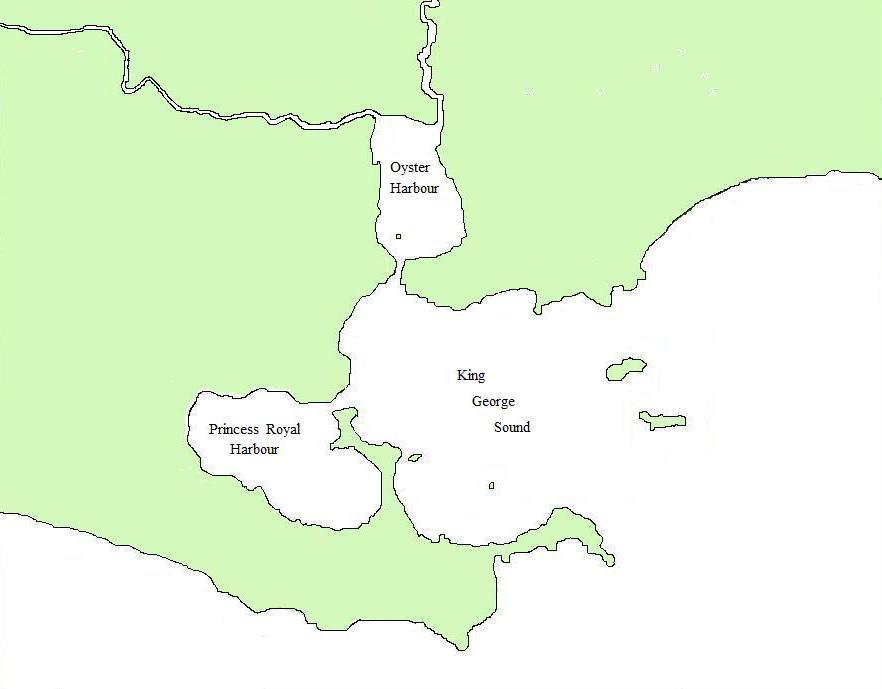
Havenkaart Albany

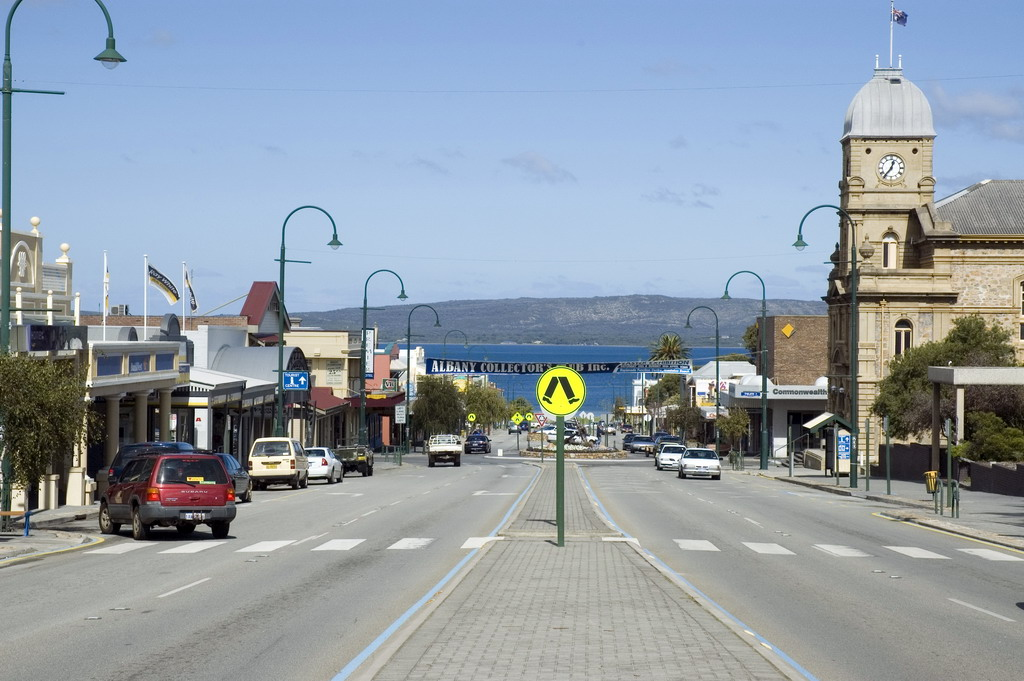
York Street

Albany ([ˈælbəniː]) is een plaats in de regio Great Southern in West-Australië. Albany telde bijna 40.000 inwoners in 2021. Albany ligt ongeveer 400 kilometer ten zuidoosten van Perth.
De Nyungah vormden de oorspronkelijke bevolking van de streek rond Albany. De stad is gesticht in 1826, twee jaar voor Fremantle of Perth, en is daarmee de oudste Europese permanente nederzetting in West-Australië.

## Geschiedenis
De kust bij Albany werd in 1672 voor het eerst verkend door de Hollander François Thijssen. Met zijn schip 't Gulden Zeepaert zeilde hij langs de zuidkust naar het oosten. Na het bereiken van Ceduna in Zuid-Australië keerde hij pas terug. Kapitein Thijssen bracht zo’n 1.800 kilometer van de zuidkust in kaart tussen Kaap Leeuwin en de Nuyts Archipel.
Op 29 september 1791 nam kapitein George Vancouver dezelfde route en nam namens de Britse regering bezit van Nieuw Holland. Een jaar later voer de Fransman de Bruni d’Entrecasteaux met twee schepen langs de zuidkust gevolgd door Nicolas Baudin in 1803 en in oktober 1826 door Jules Dumont d'Urville met zijn schip L'Astrolabe.
Pas toen de Fransen dreigden om Nieuw Holland in het westen van Australië te koloniseren, raakten ook de Engelsen in het westen van dit continent geïnteresseerd en werd het door hen gekoloniseerd. In december 1826 arriveerde een militaire expeditie onder leiding van de Britse majoor Edmund Lockyer en hij organiseerde een kleine vestiging. Op 7 maart 1831 werd de kolonie aan de King George Sound onderdeel van de kolonie aan de rivier de Swan. In 1832 gaf gouverneur James Stirling de plaats zijn huidige naam Albany, ter ere van Frederik van York, de tweede zoon van George III van Engeland.
Albany groeide slechts traag in de jaren 1830-40. Op 25 oktober 1848 werd de eerste kerk in West-Australië gewijd, de tussen 1841 en 1844 gebouwde 'St John's Anglican Church' in Albany.
In de jaren 1850 werd de haven van Albany de officiële posthaven van de West-Australië. Er kwam een kolenopslagplaats voor de stoomboten die de Indische oceaan overstaken. West-Australië werd een gevangenenkolonie en in Albany kwam een gevangenendepot waardoor er voldoende arbeidskrachten voor handen waren.
Tussen 1862 en 1864 werd een nieuwe aanlegsteiger gebouwd, de 'Albany Town Jetty'. De eerste was tegen het einde van de krimoorlog in 1856 te verouderd. De aanlegsteiger werd in 1873 en 1893 verlengd. Tussen 1867 en 1869 werd het postgebouw van Albany recht getrokken. Einde jaren 1880 werd de Great Southern Railway aangelegd die Albany over Beverley met Perth verbond. Het stadhuis van Albany, de 'Albany Town Hall', werd tussen 1886 en 1888 gebouwd. In de jaren 1890, ten tijde van de West-Australische goldrush, reisden veel goudzoekers via de haven van Albany.
De haven van Albany was van strategische belang voor het Britse Rijk en in 1893 opende het 'Princess Royal Fortress'. Het door George Temple-Poole ontworpen gerechtsgebouw van Albany ('Albany Courthouse') werd tussen 1896 en 1898 gebouwd. Tegen 1900 werd de door C.Y. O'Connor ontworpen haven van Fremantle in bedrijf genomen waardoor Albany de poststoomboten zag vertrekken en aan belang verloor. De economie richtte zich meer op landbouw, bosbouw en walvisjacht.
Tijdens de Eerste Wereldoorlog gingen de soldaten uit Australië en Nieuw-Zeeland, de Anzacs, die naar Egypte ten strijde trokken in Albany aan boord van de eerste troepentransporten.
In 1952 werd het 'Cheynes Beach Whaling Station' in Albany geopend, een walvisverwerkingsfabriek. Het bedrijf zou in 1979 voorgoed sluiten wat het einde van de walvisjacht in Australië betekende. De fabriek werd een museum. In 1978 reed de laatste reizigerstrein over de Great Southern Railway. Het spoorwegstation werd een busstation en het toerismekantoor vond er onderdak. In 1993 werd de 'Albany Town Jetty' afgebroken.
Het klimaat in Albany trekt gepensioneerden aan. In 2013 opende premier Colin Barnett een nieuwe ziekenhuiscampus in Albany. Op 1 november 2014 opende het 'National Anzac Centre'.

## Economie
De gezondheidszorg is de belangrijkste werkgever in de City of Albany waarvan Albany het administratieve en dienstencentrum is. De land-, bosbouw en visserij is de op een na belangrijkste werkgever, gevolgd door de detailhandel, de bouw en het onderwijs. Het Bruto Regionaal Product van de City of Albany bedroeg tussen 2014 en 2019 elk jaar minstens 2 miljard $. Sinds 2010 schommelt de werkloosheid tussen 3 % en 6,5 % van de beroepsbevolking.

## Toerisme
Het 'Albany Visitor Centre' is in 'York Street' gevestigd. Men vindt er informaties over onder meer:
- het 'National Anzac Centre', een museum over de Anzacs;
- 'Middleton Beach';
- nationaal park Torndirrup;
- het museum over de walvisjacht aan 'Discovery Bay';
- het 'Albany Convict Goal & Museum', de 'Patrick Taylor Cottage' en het belendende park van de 'Albany Historical Society';
- de walvissen die de King George Sound aandoen.

In de omgeving van Albany zijn diverse hiking trails te vinden, waaronder de Uredale Point Heritage Trail. 

## Klimaat
Albany heeft een mediterraan klimaat, Csb volgens de klimaatclassificatie van Köppen, met droge warme zomers en koele natte winters. In de zomer kunnen zeer hete dagen voorkomen, maar een wind van zee zorgt voor afkoeling in de avond en nacht. De gemiddelde temperatuur over het gehele jaar gemeten is zo’n 19,5 °C, met een maximum record in februari 1933 van 44,6 °C en een laagte record van 0 °C in juli 1943.
De plaats krijgt veel neerslag, met ruim 900 millimeter per jaar ligt dit boven het Nederlandse gemiddelde. In juli valt de meeste regen, het lange termijn gemiddelde ligt op 143 mm. Van december tot en met februari valt de minste neerslag, gemiddeld zo’n 25 mm per maand.
| Maand                            | jan  | feb  | mrt  | apr  | mei  | jun  | jul  | aug  | sep  | okt  | nov  | dec  | Jaar |
| -------------------------------- | ---- | ---- | ---- | ---- | ---- | ---- | ---- | ---- | ---- | ---- | ---- | ---- | ---- |
| Hoogste maximum (°C)             | 41,7 | 44,8 | 40,8 | 37,7 | 35,2 | 24,6 | 22,8 | 27,3 | 30,6 | 36,2 | 41,1 | 42,2 | 44,8 |
| Gemiddeld maximum (°C)           | 22,8 | 22,9 | 22,2 | 20,9 | 18,6 | 16,6 | 15,7 | 16,3 | 17,2 | 18,4 | 20,4 | 21,9 | 19,5 |
| Gemiddeld minimum (°C)           | 15,2 | 15,5 | 14,7 | 12,8 | 10,7 | 9,1  | 8,1  | 8,3  | 9,3  | 10,4 | 12,4 | 14,0 | 11,7 |
| Laagste minimum (°C)             | 7,8  | 7,2  | 6,1  | 4,8  | 2,4  | 1,7  | 0,1  | 1,6  | 2,0  | 3,4  | 5,6  | 6,7  | 0,1  |
|                                  |      |      |      |      |      |      |      |      |      |      |      |      |      |
| Neerslag (mm)                    | 24   | 23   | 39   | 69   | 117  | 133  | 143  | 127  | 102  | 79   | 45   | 30   | 929  |
| Bron: (en) Bureau of meteorology |      |      |      |      |      |      |      |      |      |      |      |      |      |

## Transport

### Wegtransport
De Albany Highway en de South Coast Highway kruisen in Albany. Albany ligt ongeveer 420 kilometer ten zuidzuidoosten van de West-Australische hoofdstad Perth, 480 kilometer ten westzuidwesten van Esperance en 330 kilometer ten zuidoosten van Bunbury.

### Scheepvaart
Albany ligt aan een beschutte baai, ideaal als haven te gebruiken. Tot de haven van Fremantle in 1897 in gebruik werd genomen, was de haven van Albany de enige zeehaven voor diepstekende schepen in West-Australië. Goederen en post werd hier aan land gebracht om verder over land, of met een kleiner schip, vervoerd te worden naar Perth of Fremantle.
De haven ligt op de noordkust van de Princess Royal Harbour naast het stadscentrum en is nog steeds in gebruik. Per jaar wordt er tussen de 3 en 4 miljoen lading overgeslagen. Vooral landbouwproducten, ongeveer twee derde van het totaal, en houtsnippers zijn belangrijk in de totale vervoersstroom. De haven wordt ook aangedaan door cruiseschepen. Schepen met een maximale lengte van 227 meter en een diepgang van niet meer dan 11,5 meter kunnen de haven binnenvaren.

### Luchtvaart
Op 11 kilometer ten noordwesten van het stadscentrum ligt een vliegveld: 'Albany Airport' (IATA: ALH, ICAO: YABA). Ze telt twee start- en landingsbanen waarvan de grootste 1.800 meter lang is en 30 meter breed. Deze baan is groot genoeg voor een Boeing 737. Virgin Australia verzorgt drie dagelijkse vluchten tussen Perth en Albany. Per jaar gebruiken zo’n 50.000 passagiers de luchthaven. Verder maken chartermaatschappijen, de Royal Flying Doctors Service en de Royal Australian Air Force gebruik van het vliegveld.

### Spoorwegen
Over de Great Southern Railway die Albany over Beverley met Perth verbindt, wordt sinds 1978 geen regelmatig reizigersvervoer meer verzorgt. De spoorweg wordt wel nog voor goederenvervoer gebruikt en wordt door Arc Infrastructure beheerd.

## Galerij

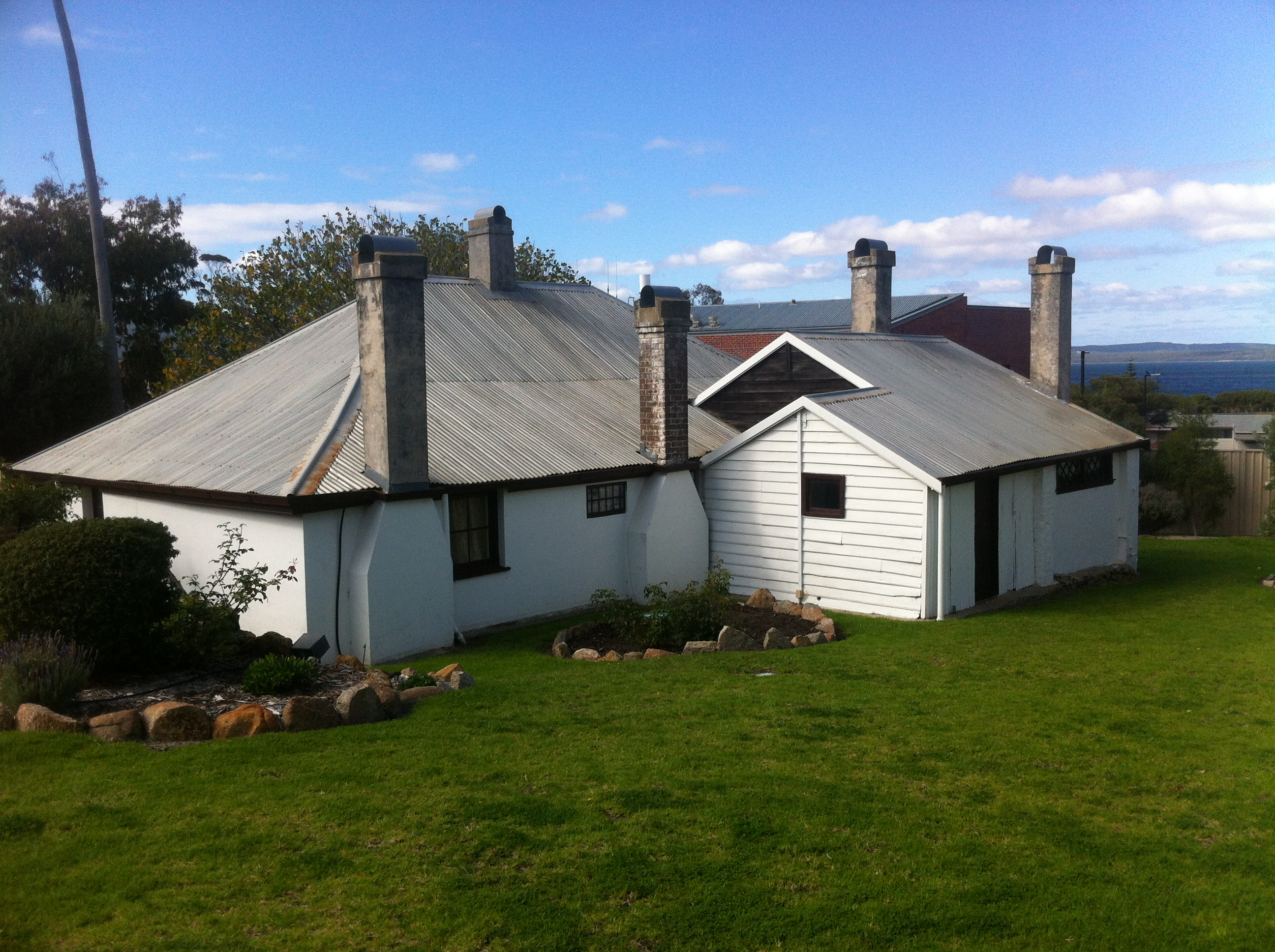
'Patrick Taylor Cottage Museum' uit 1832
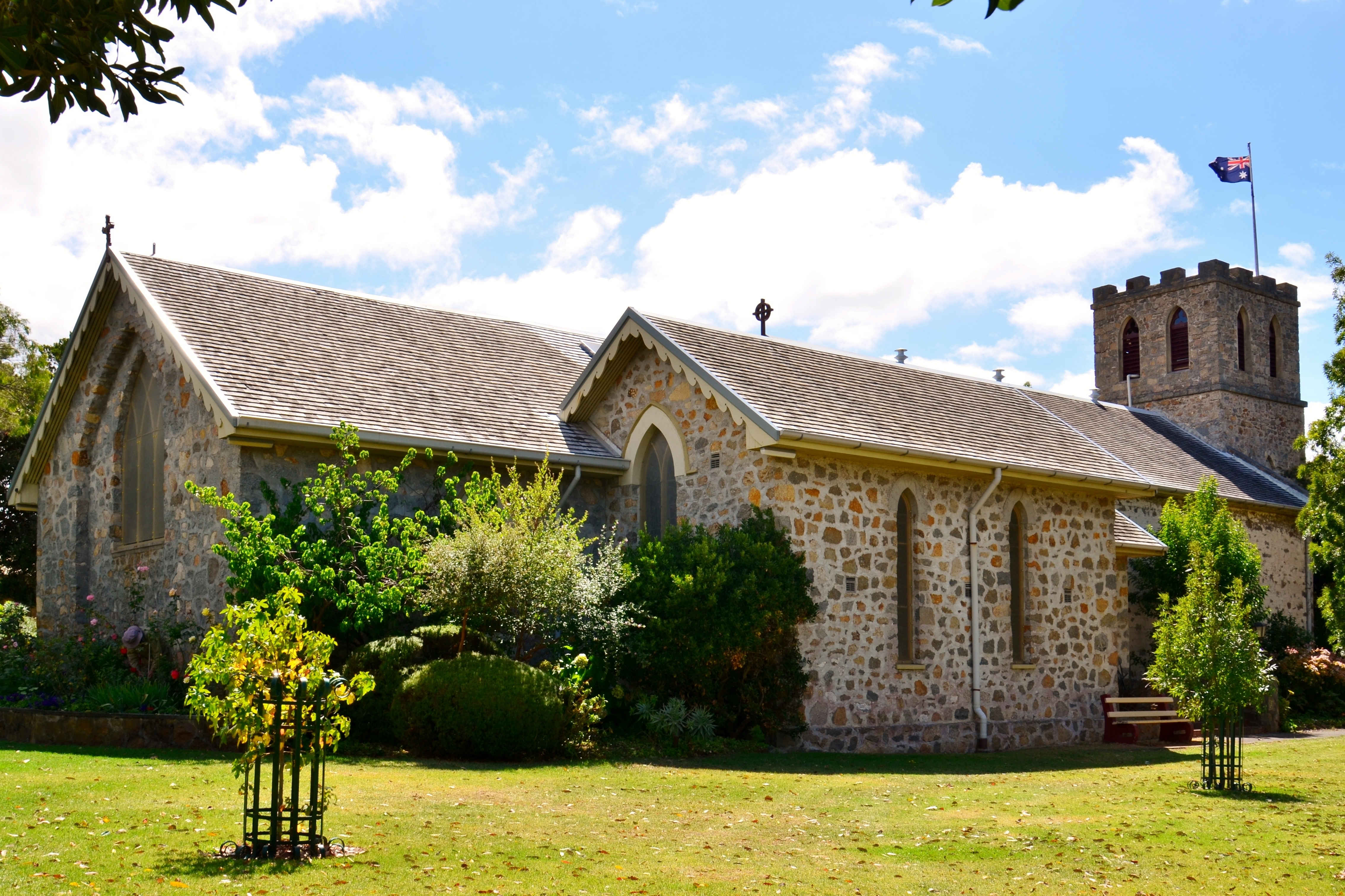
'St John's Anglican Church' uit 1844
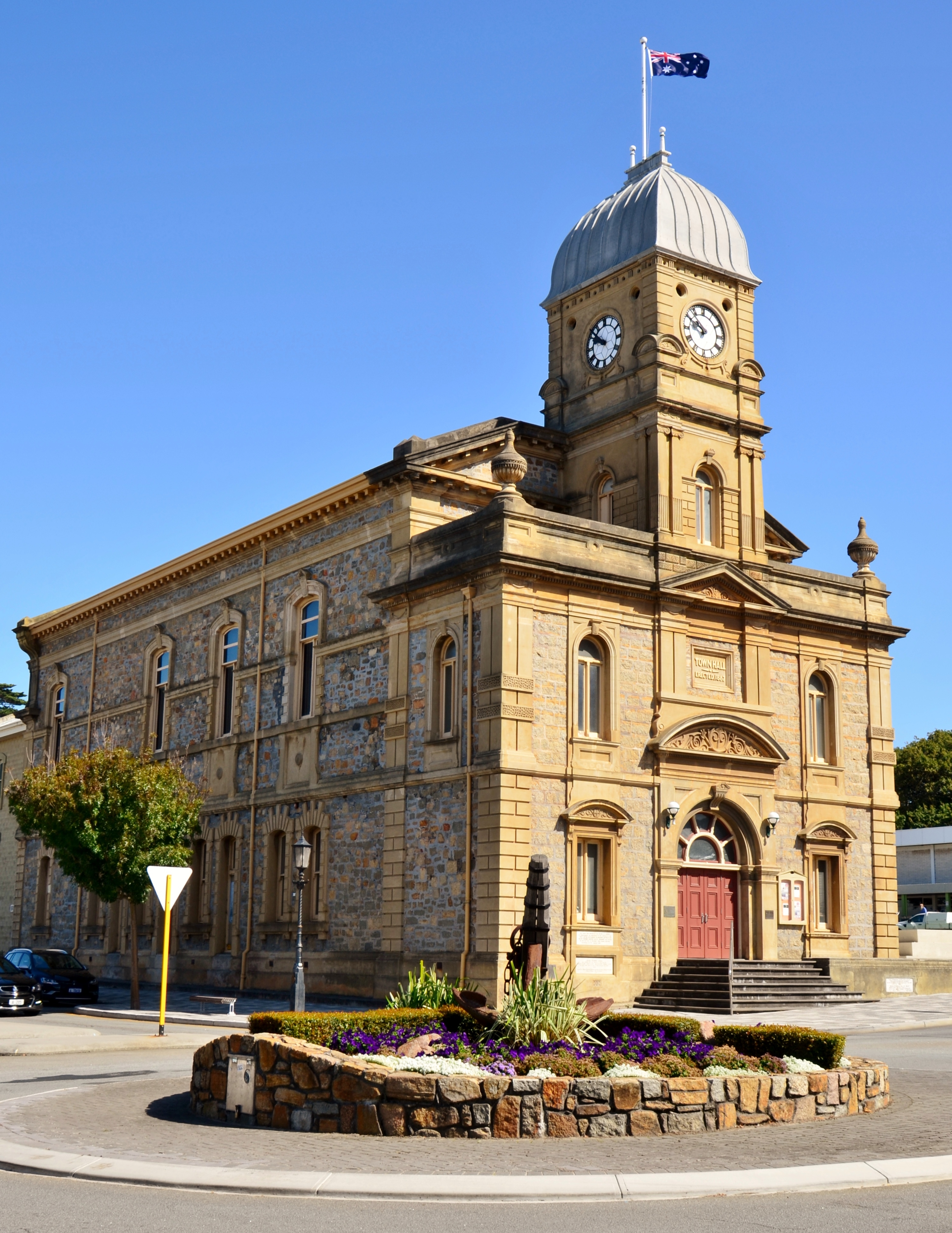
'Albany Town Hall' uit 1888
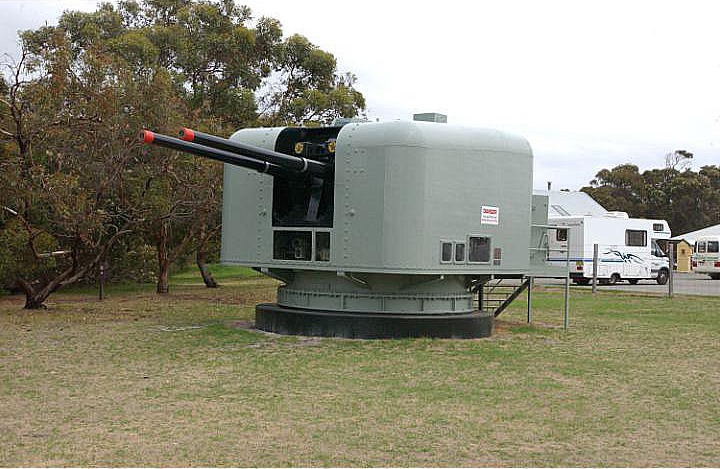
'Princess Royal Fort' uit 1893
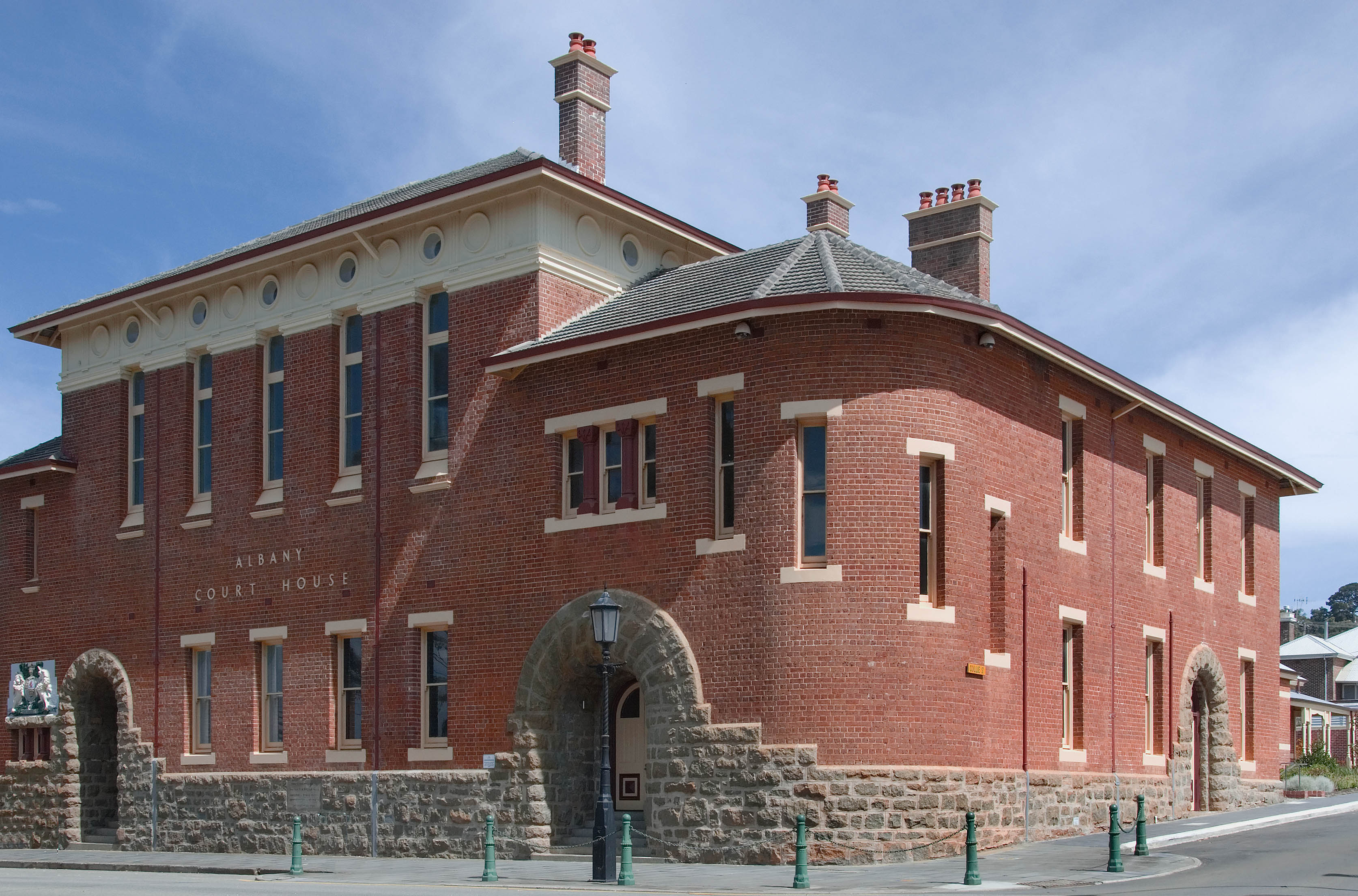
'Albany Court House' uit 1897
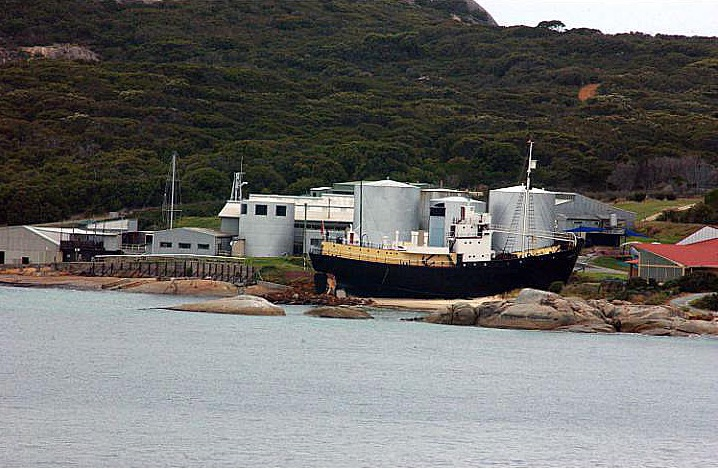
'Cheynes Beach Whaling Station' in 2013
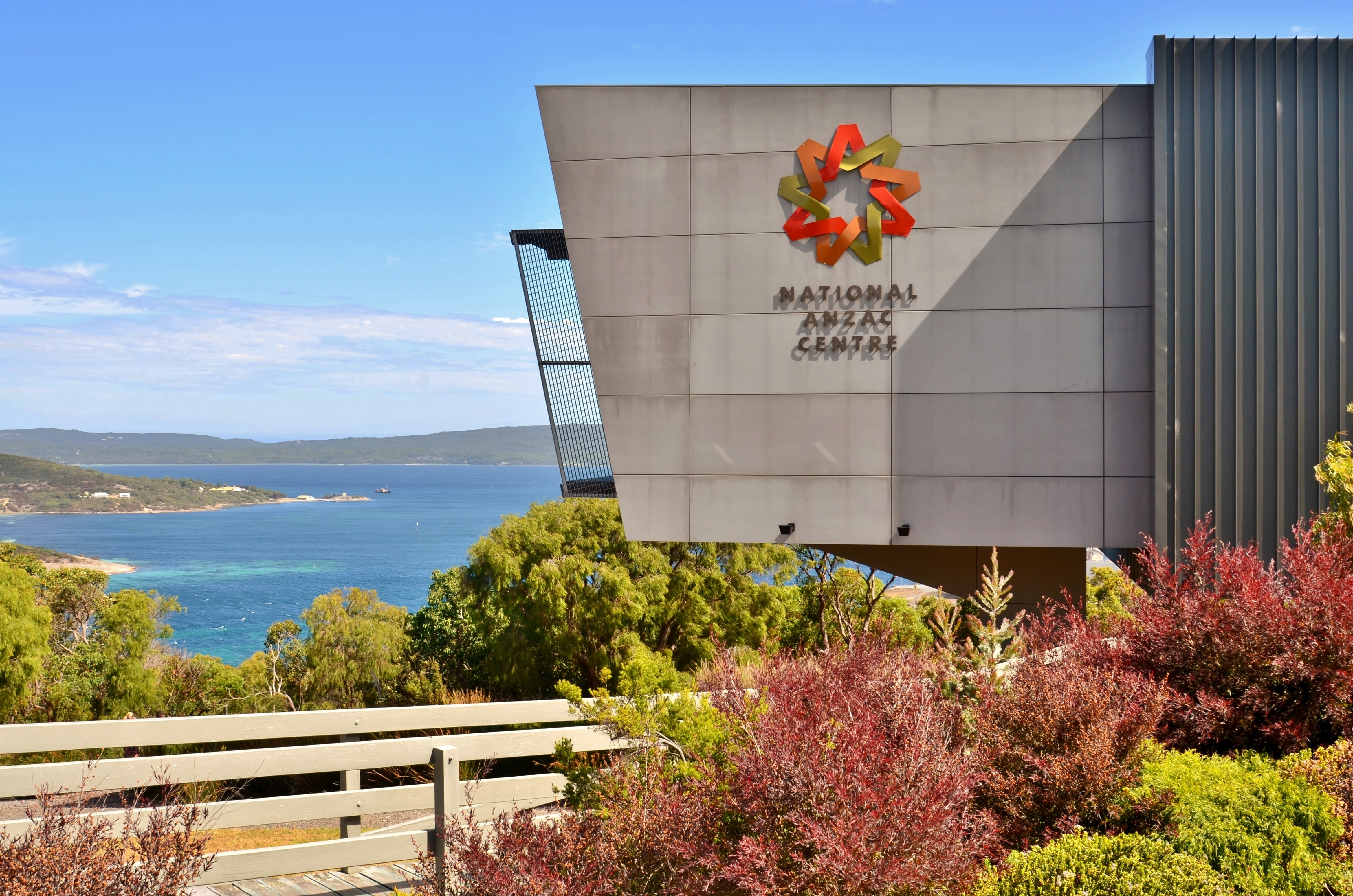
'National Anzac Centre' uit 2014